# Ashvamedha
O Ashvamedha (sânscrito: अश्वमेध ‘’aśvamedhá’’) é um ritual de sacrifício de cavalo seguido pela tradição Śrauta da religião védica. Foi usado pelos antigos reis indianos para provar a sua soberania imperial: um cavalo acompanhado por guerreiros do rei seria lançado para passear por um período de um ano. No território atravessado pelo cavalo, qualquer rival pode contestar a autoridade do rei, desafiando os guerreiros que o acompanham. Depois de um ano, se nenhum inimigo tinha conseguido matar ou capturar o cavalo, o animal seria guiado de volta para a capital do rei. Seria então sacrificado, e o rei iria ser declarado como um soberano indiscutível.

## Linhas gerais

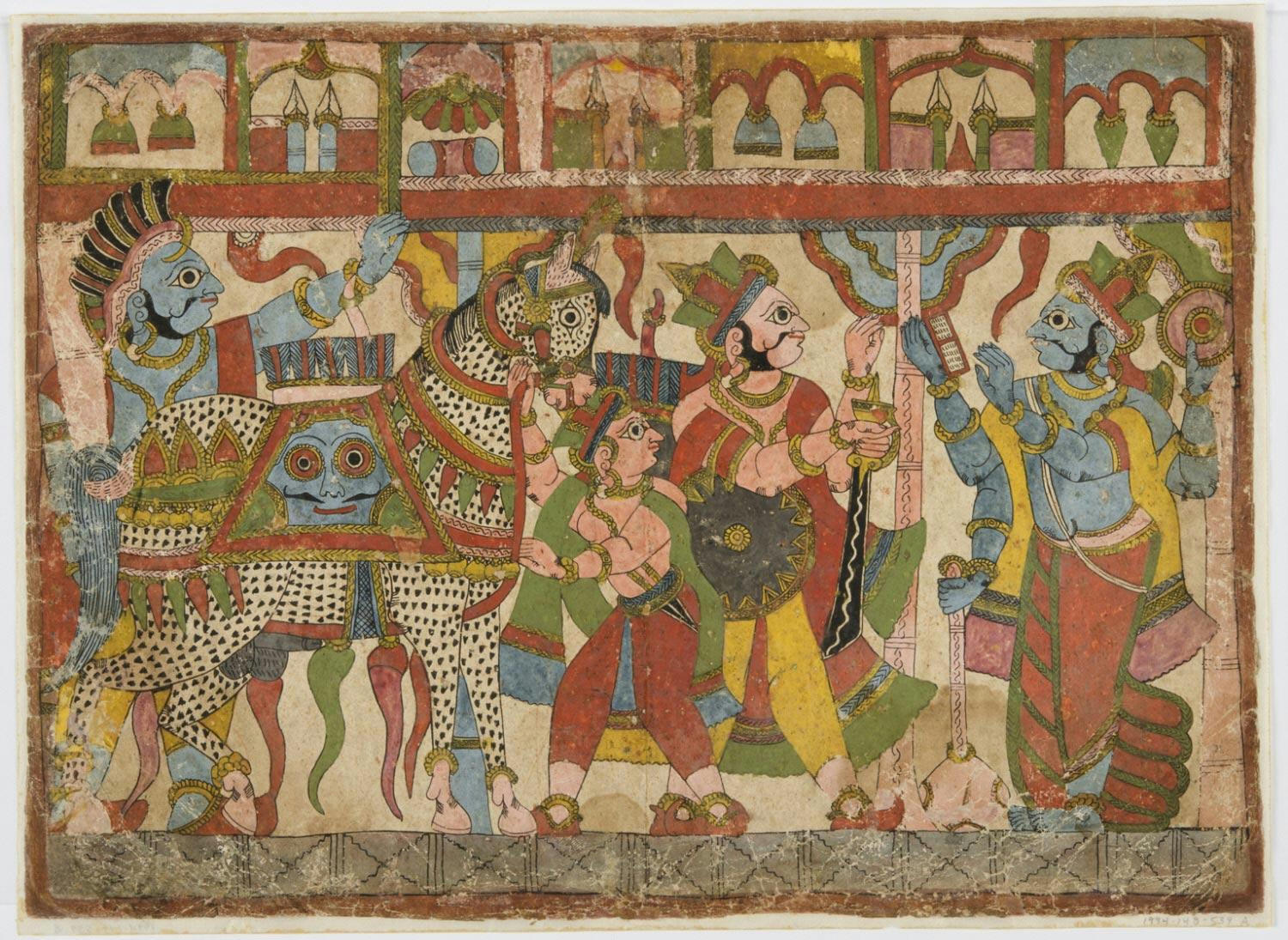
Uma pintura do século XIX, que descreve a preparação do exército para seguir o cavalo sacrificial. Provavelmente a partir de uma história de imagem que descreve o ‘’Jaimini Bharata‘’ de Lakshmisa.

Um garanhão é selecionado e liberado por um ano de peregrinação na companhia de uma centena ou mais guerreiros. O rei permanece em casa e vira regência ao ‘’Adhvaryu‘’ que faz libações diárias com manteiga ‘’ghi‘’ em uma pegada do cavalo ausente. O ‘’hotr‘’ recita narrações noturnas das façanhas de reis do passado. A liberação do cavalo é considerada um convite para disputar a autoridade do rei. Se o cavalo anda em um território controlado por alguém que não reconhece a autoridade do rei, os rivais desafiam os guerreiros invasores que acompanham o cavalo. Depois de quase um ano, o cavalo é guiado casa, se nenhum exército defensor conseguiu para matar ou capturá-lo.
Orações ‘’soma‘’ e vários sacrifícios de animais são realizados durante a construção de um grande altar. Os quatro principais sacerdotes simbolicamente recebem os quatro quartos do espaço e as quatro rainhas. No segundo dos três dias de orações, o cavalo, uma cabra sem chifres e um gaial a Prajapati. Outros animais são dedicados a uma variedade de divindades. Três das rainhas lavam o cavalo e o enfeitam com joias e ‘’ghi‘’. O cavalo, a cabra sem chifres, e o gaial são asfixiados. A rainha principal se deita e o ‘’adhvaryu‘’ orienta o pênis do cavalo na direção da vagina da rainha, significando o nascimento de um novo rei. Os animais são desmembrados. O rei sobe ao trono enquanto o ‘’Purusha Sukta‘’ é recitado.
O ‘’adhvaryu‘’ leva as partes desmembradas dos três animais principais e monta-os no chão com a cabeça da cabra apontada para o oeste, e os outros dois animais apontando ao leste. Todas as peças são, então, oferecidas para o ‘’ahavaniya‘’ (altar védico). O ‘’adhvaryu‘’ faz três ofertas adicionais na garganta do gaial, na pata dianteira direita do cavalo, e em uma tigela de ferro. A oferta final é feita usando um leproso que está na água como um altar.